# Louvigny (Mosel·la)
Louvigny és un municipi francès, situat al departament del Mosel·la i a la regió del Gran Est. L'any 2007 tenia 757 habitants.

## Demografia

### Població
El 2007 la població de fet de Louvigny era de 757 persones. Hi havia 285 famílies, de les quals 49 eren unipersonals (19 homes vivint sols i 30 dones vivint soles), 99 parelles sense fills, 114 parelles amb fills i 23 famílies monoparentals amb fills.
La població ha evolucionat segons el següent gràfic:
Habitants censats

### Habitatges
El 2007 hi havia 299 habitatges, 285 eren l'habitatge principal de la família, 2 eren segones residències i 12 estaven desocupats. 277 eren cases i 21 eren apartaments. Dels 285 habitatges principals, 242 estaven ocupats pels seus propietaris, 38 estaven llogats i ocupats pels llogaters i 6 estaven cedits a títol gratuït; 4 tenien dues cambres, 29 en tenien tres, 62 en tenien quatre i 190 en tenien cinc o més. 240 habitatges disposaven pel capbaix d'una plaça de pàrquing. A 125 habitatges hi havia un automòbil i a 146 n'hi havia dos o més.

### Piràmide de població
La piràmide de població per edats i sexe el 2009 era:
| Homes | Edats   | Dones |
| ----- | ------- | ----- |
| 0     | 95 o +  | 4     |
| 0     | 90 a 94 | 4     |
| 0     | 85 a 89 | 4     |
| 8     | 80 a 84 | 4     |
| 8     | 75 a 79 | 16    |
| 20    | 70 a 74 | 8     |
| 16    | 65 a 69 | 16    |
| 24    | 60 a 64 | 32    |
| 20    | 55 a 59 | 12    |
| 24    | 50 a 54 | 24    |
| 32    | 45 a 49 | 28    |
| 24    | 40 a 44 | 28    |
| 40    | 35 a 39 | 32    |
| 24    | 30 a 34 | 28    |
| 20    | 25 a 29 | 12    |
| 0     | 20 a 24 | 16    |
| 36    | 15 a 19 | 16    |
| 8     | 10 a 14 | 20    |
| 24    | 5 a 9   | 32    |
| 16    | 0 a 4   | 28    |

## Economia
El 2007 la població en edat de treballar era de 491 persones, 378 eren actives i 113 eren inactives. De les 378 persones actives 350 estaven ocupades (181 homes i 169 dones) i 28 estaven aturades (13 homes i 15 dones). De les 113 persones inactives 43 estaven jubilades, 44 estaven estudiant i 26 estaven classificades com a «altres inactius».

### Ingressos
El 2009 a Louvigny hi havia 301 unitats fiscals que integraven 810 persones, la mediana anual d'ingressos fiscals per persona era de 19.840 €.

### Activitats econòmiques
Dels 38 establiments que hi havia el 2007, 1 era d'una empresa extractiva, 2 d'empreses de fabricació d'altres productes industrials, 7 d'empreses de construcció, 11 d'empreses de comerç i reparació d'automòbils, 6 d'empreses de transport, 3 d'empreses d'hostatgeria i restauració, 1 d'una empresa d'informació i comunicació, 1 d'una empresa immobiliària, 5 d'empreses de serveis i 1 d'una entitat de l'administració pública.
Dels 11 establiments de servei als particulars que hi havia el 2009, 2 eren tallers de reparació d'automòbils i de material agrícola, 1 establiment de lloguer de cotxes, 1 fusteria, 3 lampisteries, 3 restaurants i 1 agència immobiliària.
L'únic establiment comercial que hi havia el 2009 era una llibreria.
L'any 2000 a Louvigny hi havia 11 explotacions agrícoles que ocupaven un total de 784 hectàrees.

## Equipaments sanitaris i escolars
El 2009 hi havia una escola elemental.

## Poblacions més properes
El següent diagrama mostra les poblacions més properes.